# Pílades
Pílades é filho de Estrófio, rei da Fócida, e de Anaxíbia, filha de Atreu e Aérope. Quando Orestes, seu primo, se refugiou em sua casa, viraram grandes amigos. Depois da morte de Agamênon, Orestes matou Clitemnestra e Pílades matou Egisto.
Pílades se casou com Electra e, segundo Helânico de Lesbos, teve dois filhos, Medão e Estrófio. O mito de Orestes, cujos elementos podem ser encontrados na Odisseia, no Catálogo das Heroínas, no poema Oresteia, e na Pítica XI, conta os acontecimentos ocorridos no retorno do rei Agamenão a Argos. Após a morte do comandante da guerra de Troia, Egisto e sua cúmplice a rainha Clitemnestra voltaram-se para Orestes, o filho do rei morto, uma vez que eliminado o herdeiro legítimo do trono ambos estariam seguros e livres da vingança pelo sangue derramado.
Orestes, livre da morte por sua irmã Electra,  foi levado para a corte de Estrófio rei de Crisa onde cresceu seguro e pôde conquistar a amizade de Pílades, filho do rei. Atingida a maioridade, Orestes obedeceu às ordens de Apolo e retornou para Argos com Pílades, já então amigo inseparável, para vingar o terrível crime cometido por Egisto e por sua própria mãe, Clitemnestra. Obtendo o auxilio Electra, que o introduz no palácio, e pelo inseparável Pílades, que o instiga a agir no momento em que hesita diante dos seios desnudos da mãe suplicante, Orestes executa a justiça de Apolo.
Surge então no relato do mito aquele gérmen do trágico que inspirou a tantos na antiguidade: a condição do homem frente às demandas de potências que estão além de seu controle, levando às ações cujas conseqüências esmagadoras ele não pode evitar. Diante da execução da mãe sobrevém a loucura e o tormento das Fúrias, as vingadoras dos crimes contra consanguíneos, Orestes havia cometido o matricídio! Purificado do crime por Apolo, em Delfos, e livrado das Fúrias após julgamento em Atenas, presidido pela própria deusa Atena, Orestes recebeu ordem de partir em busca de uma estátua de Ártemis em Táurida, que o poderia livrar da loucura.